# 聖地亞哥德丘科省
聖地亞哥德丘科省（西班牙語：Provincia de Santiago de Chuco），是秘魯的省份，位於該國西北部拉利伯塔德大區，首府是聖地亞哥德丘科，始建於1900年11月3日，面積2,658平方公里，2005年人口57,526，人口密度每平方公里22人。
8°08′44″S 78°10′31″W / 8.14556°S 78.17528°W